# تطور حديث للإنسان
يشير التطور الحديث للإنسان إلى التكيف التطوري، والانتقاء الجنسي والطبيعي، والانزياح الوراثي في مجتمعات الإنسان العاقل هومو سابيانس، منذ انفصالهم وانتشارهم في العصر الحجري القديم الأوسط قبل نحو 50,000 عام. وعلى عكس الاعتقاد الشائع، فإن البشر ما زالوا يتطورون، وليس ذلك وحسب، بل إن تطورهم منذ فجر الزراعة أسرع من أي وقت مضى. من الممكن أن الثقافة الإنسانية -وهي بحد ذاتها قوى اصطفائية- سرعت تطور البشر. مع وجود مجموعة بيانات كبيرة بما يكفي وباستخدام طرق البحث المعاصرة، أصبح بإمكان العلماء دراسة التغيرات في نسبة ظهور أليل ما في مجموعة صغيرة من السكان في فترة حياة واحدة (جيل واحد)، وهي أقصر فترة زمنية ذات معنى في علم التطور. تسمح مقارنة مورثة (جين) معينة مع قرينتها المأخوذة من نوع آخر لعلماء المورثات بأن يحددوا ما إذا كانت تتطور بسرعة في البشر وحدهم. مثلًا: في حين أن الحمض النووي للبشر مطابق وسطيًّا بنسبة 98% للحمض النووي للشمبانزي، فإن المنطقة التي تسمى المنطقة البشرية المسرعة 1 (إتش إيه آر 1)، المسؤولة عن تطور الدماغ، متطابقة بنسبة 85% فقط.
عقب تأهيل أفريقيا قبل نحو 130,000 عام، والتوسع الحديث خارج أفريقيا قبل نحو 70,000 إلى 50,000 عام، عزلت بعض المجتمعات الجزئية من الإنسان العاقل هومو سابيانز جغرافيًّا لعشرات آلاف السنين قبل بدايات عصر الاستكشاف الحديث. ساهم هذا إلى جانب الاختلاط القديم بتنوع وراثي بارز، ظهر في بعض الحالات أنه نتيجة الاصطفاء التوجهي الذي حدث في آخر 15,000 عامًا، وهذه فترة بعد حوادث الاختلاط القديم المحتملة بكثير. تعكس حقيقة أن المجتمعات البشرية التي تسكن في مناطق مختلفة من العالم كانت تتطور بمسارات متفرقة اختلاف ظروف مساكنهم. كانت ضغوط الاصطفاء شديدة بشكل خاص على السكان المتأثرين بالذروة الجليدية الأخيرة في أوراسيا، وللمجتمعات الزراعية الحضرية منذ العصر الحجري الحديث.
يمكن فرضيًّا لمتعددات أشكال النوكليوتيدات المفردة أو تحولات شيفرة وراثية واحدة «حرف» في أليل انتشر في مجتمع ما، في أجزاء وظيفية من الجينوم، أن يحور أي صفة موروثة ممكن تصورها، من الطول ولون العينين إلى التعرض للسكري وانفصام الشخصية. يساهم نحو 2% من شفرات الجينوم البشري للبروتينات وجزء أكبر بقليل في تنظيم المورثات. ولكن معظم بقية الجينوم وظائفه غير معروفة. إذا بقيت البيئة مستقرةً، فإن التحولات المفيدة ستنتشر في المجتمع المحلي على امتداد عدة أجيال حتى تصبح صفةً سائدةً. يمكن أن يصير أليل مفيد للغاية شائعًا في مجتمع في غضون قرون فقط في حين تستغرق الأليلات الأقل فائدةً آلاف السنين عادةً.
من الصفات البشرية التي ظهرت حديثًا القدرة على الغطس لفترات طويلة من الزمن، وتحولات لأجل العيش على ارتفاعات شاهقة حيث تنخفض تراكيز الأكسجين، مقاومة الأمراض المعدية (كالملاريا)، البشرة الفاتحة، العيون الزرقاء، استدامة إنزيم اللاكتيز (أو القدرة على هضم الحليب بعد فترة الرضاعة)، القدرة على تركيب نازعة هيدروجين الكحول (وهي إنزيم يفكك الكحول)، مستويات ضغط وكولسترول أقل، استعادة الشريان الناصف، سمك محور الشعر، شمع الأذن الناشف، ارتفاع مشعر كتلة الجسم، انخفاض تسيد مرض الألزهايمر، التعرض الأقل لمرض السكري، طول العمر الوراثي، تقلص حجم الدماغ، تغيرات في توقيت الحيض وسن انقطاع الحيض.

## الاختلاط القديم
إنسان هايدلبيرغ هو آخر سلف مشترك للنياندرتال، والدينيسوفان، والإنسان العاقل هومو سابيانس. عاش هذا السلف المشترك قبل 600,000 إلى 750,000 عام مضى، على الأرجح إما في أوروبا أو أفريقيا. هاجر أبناء هذا النوع في أرجاء أوروبا والشرق الأوسط وأفريقيا، وأصبحوا النياندرتال في غرب آسيا وأوروبا في حين انتقلت مجموعة أخرى إلى الشرق أكثر وتطورت إلى الدينيسوفان، الذي تعود تسميته إلى كهف دينيسوفان في روسيا حيث وجدت أول مستحاثات معروفة لأبناء هذا النوع. في أفريقيا، أصبحت هذه المجموعة في النهاية الإنسان المعاصر تشريحيًّا. رغم الهجرات والعزل الجغرافي، فقد التقت المجموعات الثلاث المنحدرة من إنسان هايدلبيرغ فيما بعد وتزاوجت فيما بينها.
تكشف تحليلات الحمض النووي أن التيبتيين المعاصرين والميلانيزيين والأستراليين الأصليين يحملون نحو 3-5% من الحمض النووي الدينيسوفي. بالإضافة إلى ذلك، فإن تحليل الحمض النووي للإندونيسيين والبابوا نيو غينيين يشير إلى أن الإنسان العاقل والدينيسوفان تزاوجوا حتى 15,000 إلى 30,000 عام مضت.
تقترح الأبحاث الأثرية أن بشر عصور ما قبل التاريخ مسحوا أوروبا قبل 45,000 عام، وانقرض النياندرتال. حتى لو صح ذلك، فإن هناك أدلة تشير إلى التزاوج بين النوعين مع توسع حضور البشر في القارة. في حين كان بشر ما قبل التاريخ يحملون 3%-6% من الحمض النووي للنياندرتال، فإن البشر المعاصرين لا يمتلكون سوى نحو 2%. يبدو أن هذا يشير إلى حدوث اصطفاء يقصي الصفات المشتقة من النياندرتال. على سبيل المثال، فإن جوار المورثة إف أو إكس بّي 2، التي تؤثر على النطق واللغة، لا يحتوي على أي أثر للوراثة من النياندرتال ولا بأي شكل كان.
يختلف توزع الانجبال الداخلي للتنوعات الوراثية التي نتجت عن الاختلاط بالنياندرتال لدى الأوروبيين عن توزعه لدى شعوب شرق آسيا، ما يشير إلى اختلاف الدوافع الاصطفائية. مع أن الآسيويين الشرقيين يرثون حمضًا نوويًّا أكثر من النياندرتال بالمقارنة مع الأوروبيين، فإن الآسيويين الشرقيين والآسيويين الجنوبيين والأوروبيين كلهم يتشاركون بالحمض النووي للنياندرتال، لذا فإن التهجين حدث على الأغلب بين النيندرتال وأسلافهم المشتركة الآتية من أفريقيا. تشير اختلافاتهم أيضًا إلى أحداث تهجين مختلفة لأسلاف الشرق آسيويين عن بقية الأوراسيين.
بعد سلسلة جينوم ثلاث كائنات نياندرتال فّينديجا، نشرت مسودة سلسلة لجينوم النايندرتال وكشفت أن النياندرتال يتشارك أليلات أكثر مع الشعوب الأوراسية -كالفرنسيين، وصينيي الهان، والبابوا نيو غينيين- من سكان أفريقيا جنوب الصحراء، كاليوروبا والسان. وفقًا لمؤلفي الدراسة، فإن أفضل ما يفسر الفائض الملاحظ في التشابه الوراثي التدفق الوراثي الحديث من النياندرتال للبشر المعاصرين بعد الهجرة إلى خارج أفريقيا. ولكن التدفق الجيني لم يكن وحيد الاتجاه. حقيقة أن بعض أسلاف البشر الحديثين في أوروبا هاجروا عائدين إلى أفريقيا تعني أن الأفريقيين الحديثين أيضًا يحملون بعض المواد الوراثية من النياندرتال. على وجه التحديد، فإن الأفريقيين يتشاركون 7.2% من حمض النياندرتال النووي مع الأوروبيين، في مقابل 2% فقط مع شعوب شرق آسيا.
يعتقد أن بعض التكيفات المناخية، كالتكيف للارتفاع عن سطح البحر في البشر، نتجت عن الاختلاط القديم. يعتقد أن مجموعة عرقية تعرف باسم الشيربا من النيبال ورثت أليلًا يدعى إي بّي إيه إس 1، الذي يسمح لهم بالتنفس بسهولة على ارتفاعات كبيرة، من الدينيسوفان. وجدت دراسة عام 2014 أن الأنواع المشتقة من النياندرتال الموجودة لدى سكان شرق آسيا أظهرت تجمعات في مجموعات وظيفية تتعلق بالمناعة ومسارات تكون الدم، في حين أظهرت المجتمعات الأوروبية تجمعات في مجموعات وظيفية تتعلق بعملية تقويض الدهون. وجدت دراسة عام 2017 علاقة مشتركة بين الاختلاط بالنياندرتال لدى المجتمعات الأوروبية الحديثة وبعض الصفات كلون البشرة ولون الشعر والطول وأنماط النوم والمزاج والإدمان على التدخين. كشفت دراسة عام 2020 للأفارقة عن أنماط فردانية أو أليلات نياندرتالية تميل لكونها تورث معًا، مرتبطة بالمناعة والحساسية للأشعة فوق البنفسجية.
يرجح أن المورثة ميكروسيفالين (إم سي بّي إتش 1)، المساهمة في نمو العقل، نشأت من سلالة بشرية منعزلة عن البشر الحديثين تشريحيًّا، ولكنها دخلت عليهم قبل نحو 37,000 عام، وأصبحت أكثر شيوعًا بكثير منذ ذلك الحين، وصولًا إلى 70% من التعداد السكاني البشري في الوقت الراهن. النياندرتال منشأ محتمل لهذه المورثة.
يعرف تطور الصفات المفيدة الموروثة الناتج عن الاختلاط باسم الانجبال الداخلي التكيفي.